# Nifty Copper Mine
Nifty Copper Mine är en gruva i Australien. Den ligger i kommunen East Pilbara och delstaten Western Australia, omkring 1 300 kilometer nordost om delstatshuvudstaden Perth. Nifty Copper Mine ligger 308 meter över havet.
Trakten runt Nifty Copper Mine är nära nog obefolkad, med mindre än två invånare per kvadratkilometer.. Det finns inga samhällen i närheten.
Omgivningarna runt Nifty Copper Mine är i huvudsak ett öppet busklandskap. Genomsnittlig årsnederbörd är 409 millimeter. Den regnigaste månaden är januari, med i genomsnitt 150 mm nederbörd, och den torraste är augusti, med 1 mm nederbörd.